# Honnakheri, Bidar
Honnakheri là một làng thuộc tehsil Bidar, huyện Bidar, bang Karnataka, Ấn Độ.